# Список почтовых марок, имеющих отношение к визитам Юрия Гагарина
После возвращения из космоса и посадки Гагарин на вертолёте полетел на аэродром Энгельс, где Гагарину была вручена его первая награда за полёт в космос — медаль «За освоение целинных земель». После Гагарин и группа сопровождающих лиц сели в Ил-14, прибывший с куйбышевского аэродрома «Кряж», и полетели в Куйбышев (сейчас Самара) на заводской аэродром «Безымянка». 14 апреля в Куйбышев за Гагариным прилетел Ил-18, который произвёл посадку в аэропорту Внуково.
Почти через месяц после полёта Юрия Гагарина отправили в первую зарубежную поездку с «Миссией мира» в Чехословакию. Затем были Болгария, Финляндия, Великобритания. Всего же с «миссией мира» советский космонавт посетил 29 стран.
Визиты Юрия Гагарина — важная составляющая его биографии, отразившаяся в выпуске 5 почтовых марок. С 1961 года в филателистической гагариниане появилась тема «Визиты Гагарина».

## История понятия
В 1969 году для всех филателистических материалов, посвящённых Юрию Гагарину и его первому полёту, появилось собирательное название «филателистическая гагариниана» в книге Евгения Сашенкова «Почтовые сувениры космической эры».
В 1984 году начался процесс выделения из общей темы «филателистическая гагариниана» специальных подтем, посвящённых более узким направлениям введением «сюжетного ответвления» музеи и памятники для художественных маркированных конвертов и почтовых карточек. Почтовые марки в это «сюжетное ответвление» включены не были, потому что к 1984 году в СССР вышли только две почтовые марки с памятниками Гагарину в Москве — с бюстом Гагарина на Аллее Космонавтов (СССР, 1975) и со статуей Гагарину (СССР, 1981).
В 2021 году вышла статья С. Мациевского «Классификация филателистической гагаринианы» в электронном филателистическом журнале «Филателия» с описанием сформировавшихся к этому времени тем филателистической гагаринианы, в том числе и темы «Визиты Юрия Гагарина».

## 1961 год

### Чехословацкая Социалистическая Республика (28—29 апреля 1961 года)

№ 1280 (1961-06-22) Юрий Гагарин в Праге

- Чехословацкая Социалистическая Республика[8]

Чехословакия не только выпустила в 1961 году марку о полёте человека в космос до первого полёта и затем серию из двух марок сразу после полёта, она также выпустила в том же 1961 году серию из двух марок о визите Гагарина в Прагу — первом заграничном визите.
- № 1280
(1961-06-22)
Юрий Гагарин в Праге

№ 1281 (1961-06-22). Гагарин, ракета, голубь мира

### Цейлон (7—12 декабря 1961 года)

№ 1833 (2011-04-26) Юрий Гагарин (1934—1968), русский космонавт

- Шри-Ланка[9]

В 2011 году Шри-Ланка выпустила марку, посвящённую сразу двум событиям: 50-летию первого в мире полёта Юрия Гагарина в космос в 1961 году и его визиту на Цейлон в том же 1961 году. Круглая марка имеет два купона, слева и справа.
- № 1833
(2011-04-26)
Юрий Гагарин (1934—1968), русский космонавт

## 1963 год

### Франция (27 сентября—3 октября 1963 года)
- Венгрия[10]

В 1963 году Юрий Гагарин участвовал в работе XIV Международного конгресса астронавтики, проходившем в Париже 25 сентября—1 октября. Венгрия в связи с работой этого конгресса заранее, в 1962 году, выпустила серию марок c портретами первых семи космонавтов.
№ 1873 (1962-10-27). Юрий Гагарин (1934—1968), советский лётчик-офицер и космонавт

### Германская Демократическая Республика (17—22 октября 1963 года)

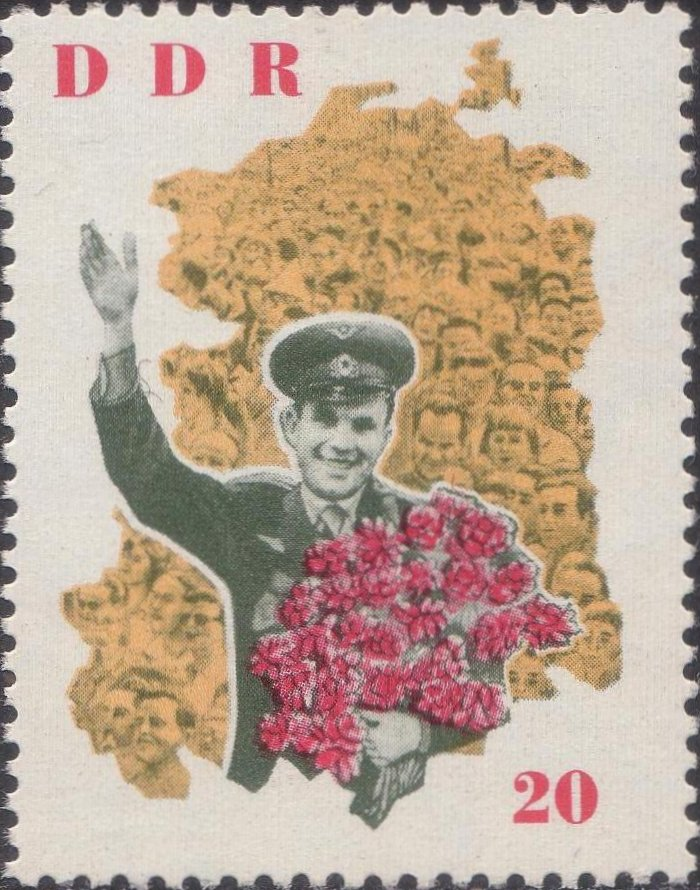
№ 995 (1963-11-19) Юрий Гагарин (1934—1968). Митинг

- Германская Демократическая Республика[11]

Восточную Германию Юрий Гагарин впервые посетил в 1963 году вместе с Валентиной Терешковой и своей супругой. На рисунке марки за Юрием Гагариным изображена контурная карта ГДР — страны, которой сейчас уже не существует.
- № 995
(1963-11-19)
Юрий Гагарин (1934—1968). Митинг